# Villefranche-de-Rouergue
Villefranche-de-Rouergue település Franciaországban, Aveyron megyében. Lakosainak száma 11 502 fő (2022. január 1.). Villefranche-de-Rouergue Maleville, Morlhon-le-Haut, La Rouquette, Saint-Rémy, Sanvensa, Savignac, Toulonjac és Le Bas-Ségala községekkel határos.

## Népesség
A település népessége az elmúlt években az alábbi módon változott:
| Lakosok száma | 10 709 | 12 693 | 12 291 | 12 040 | 11 909 | 11 892 | 11 867 | 11 602 | 11 681 | 11 502 |
|               | 1968   | 1982   | 1990   | 2006   | 2013   | 2015   | 2017   | 2019   | 2020   | 2022   |

## Híres szülöttjei
- Guy Lacombe olimpiai bajnok labdarúgó, edző